# Nerve and Gasoline
Nerve and Gasoline é um curta-metragem mudo norte-americano de 1916, do gênero comédia, com o ator cômico Oliver Hardy.

## Elenco
- Oliver Hardy - Plump (como Babe Hardy)
- Billy Ruge - Runt
- Florence McLaughlin - Florence (como Florence McLoughlin)